# Чунг, Энни
Энни Чунг (англ. Annie Choong; 20 февраля 1934 — 2 ноября 2024) — малайская легкоатлетка, выступавшая в беге на короткие дистанции и прыжках в длину. Участница летних Олимпийских игр 1956 года. Первая женщина, представлявшая Малайю на Олимпийских играх.

## Биография
Энни Чунг родилась 20 февраля 1934 года.
Помимо лёгкой атлетики, в молодости занималась автоспортом.
В 1954 году участвовала в летних Азиатских играх в Маниле. В прыжках в длину заняла 6-е место с результатом 5,01 метра, в эстафете 4х100 метров в составе сборной Малайи — 6-е место (50,7 секунды).
В 1956 году вошла в состав сборной Малайи на летних Олимпийских играх в Мельбурне. В беге на 100 метров заняла в четвертьфинале последнее, 4-е место, показав результат 12,73 секунды и уступив 0,63 секунды попавшей в полуфинал со 2-го места Катрин Капдевьель из Франции. Также была заявлена в беге на 200 метров, но не вышла на старт.
Чунг стала первой женщиной, представлявшей Малайю на Олимпийских играх.
В 1958 году участвовала в летних Азиатских играх в Токио. В беге на 100 метров заняла 6-е место в финале (12,9), в беге на 200 метров выбыла на предварительной стадии (27,2).
Умерла 2 ноября 2024 года.

## Личный рекорд
- Бег на 100 метров — 12,5 (1958)[5]

## Память
В 2017 году введена в Зал славы Олимпийского комитета Малайзии.